# Língua de sinais do Equador
A Língua de Sinais do Equador (em Portugal: Língua Gestual do Equador) é a língua de sinais (pt: língua gestual) usada pela comunidade surda no Equador.